# محمد بن العباس الصغير التلمساني
محمد بن العباس الصغير بن أبي عبد الله محمد بن محمد بن العبّاس بن محمد بن عيسى العُبّادي التّلمساني، من علماء نهاية القرن العاشر وبداية القرن الحادي عشر الهجري، السادس عشر ميلادي بتلمسان.

## اسمه ونسبه ومولده
عرف بابن العباس الصغير. قال ابن مريم هو حفيد ابن العباس الكبير، ولم يحدد هل هو حفيده المباشر أم حفيد ابنه أبي عبد الله بن العباس، إنما ذكر اسمه واسم أبيه العباس ولقبه الصغير. وتوفي بعد مائة وأربعين سنة من وفاة الإمام ابن العباس وقرابة تسعين سنة من وفاة ابنه أبي عبد الله مما يرجح أنه حفيد هذا الأخير. وقد ذكر ابن مريم في ترجمة عبد الرحمن اليعقوبي السيد العباس العبادي وكان من طبقة اليعقوبي وصديقا له وهذا الأخير تلميذ أحمد بن الحاج الورنيدي اليبدري وكان شيخا عند حملة فاس التي قادها حسن باشا بن خير الدين على السعديين بالمغرب الأقصى سنة 1558 م (965 هـ).

## شيوخه
لم يذكر ابن مريم إلا واحدا من شيوخه وهو:
- علي بن يحي السلكسيني التلمساني (توفي 972 هـ / 1565 م):[7] أبو الحسن علي بن يحي السلكسيني الجاديري التلمساني. كان من كبار علماء تلمسان بوقته. تتلمذ على محمد بن موسى الوجديجي وشقرون بن أبي جمعة المغراوي وغيرهم. برع في الفقه والفرائض والقراءات والحساب.

## تلاميذه
- عاشور بن علي السلكسيني (توفي 1014 هـ 1605 م):[8] محمد عاشور بن علي بن يحي السلكسيني الجاديري التلمساني. من فقهاء تلمسان. برع في القراءات والحساب.كان خطيبا وشاعرا.
- أبو عبد الله الحاج بن مالك العبادي:[1] أخذ عن ابن العباس الصغير وسعيد المقري.[9]
- عبد الملك بن مالك ، عبد الرحمن بن تخيّاطت ، المقدودي.[1]

## مكانته العلميّة
كان محمد بن العباس الصغير من أسرة علمية معروفة بتلمسان، وصفه ابن مريم بـ«الإمام الفقيه العالم». كان مشاركا في جميع الفنون العلمية من فقه ونحو وحساب وفرائض وعلم الحديث. وقال ابن مريم: «له قدم في المنقول والمعقول» مما يدل على مشاركته في العلوم العقلية وعلم الكلام.

## وفاته
توفي سنة 1011 هـ الموافق لسنة 1603 م.